# Tethymyxine tapirostrum
Tethymyxine tapirostrum — викопний вид міксин, що існував у крейдовому періоді (99-95 млн років тому).

## Скам'янілості
Викопні рештки тварини знайдені у Лівані. Описаний науковцями США, Великої Британії та Канади з відбитку тіла у вапняковій плиті.

## Опис
Тіло сягало 30 см. Збереглися відбитки м'яких тканин. Характерні ознаки міксин, судячи за цим зразком, з'явилися вже в крейді: хрящові вусики, посткраніальне розташування зябер і слизові залози. Викопна міксина володіла видовженим носовим виростом і видовженим хвостовим плавцем, а не округленим як у сучасних міксин. У Tethymyxine tapirostrum було вісім пар зябрових мішків, на одній стороні тулуба дослідники нарахували 133 слизові залози. Хрящі вусиків не виходять за межі носового виросту, в той час як у сучасних міксин вони довші.

## Палеоекологія
Вид мешкав на заході мілководного океану Тетіс.

## Оригінальна публікація
- T. Miyashita, M. I. Coates, R. Farrar, P. Larson, P. L. Manning, R. A. Wogelius, N. P. Edwards, J. Anné, U. Bergmann, A. R. Palmer, and P. J. Currie. 2019. Hagfish from the Cretaceous Tethys Sea and a reconciliation of the morphological–molecular conflict in early vertebrate phylogeny. Proceedings of the National Academy of Science, U.S.A 116(6):2146-2151